# Neutrino muónico
El neutrino muónico es una partícula elemental que pertenece al grupo de los leptones. Tiene espín ½, y una masa muy pequeña, pero no nula.
Como tiene una masa tan pequeña, siempre se mueve a una velocidad cercana a la velocidad de la luz, por eso los científicos pensaban que el neutrino carecía de masa, y era por tanto un luxón. Más adelante se descubriría el fenómeno de la oscilación de neutrinos, que consiste básicamente en que los neutrinos cambian constantemente de sabor. Como consecuencia de la oscilación, los neutrinos deben de tener una masa no nula.
No tiene carga eléctrica, y como sólo interacciona a través de la interacción débil (la interacción gravitatoria en el mundo de las partículas es ínfima), es una partícula muy difícil de detectar, y además (debido a la oscilación) es prácticamente indistinguible de los otros dos neutrinos del modelo estándar.
En septiembre de 2011, el experimento OPERA del CERN obtuvo atención internacional cuando se anunció la posible detección de muones neutrinos viajando a una velocidad superior a la velocidad de la luz. Posteriormente se descubrió que la anomalía había sido causada por problemas con el equipamiento.